# Université Jiaotong du Sud-ouest
L'Université Jiaotong du Sud-ouest (chinois simplifié : 西南交通大学 ; chinois traditionnel : 西南交通大學 ; pinyin : Xīnán Jiāotōng Dàxué) est une université publique chinoise située à Chengdu. Fondée en 1896, elle est l’une des plus anciennes universités en Chine.

## Histoire
| Nom de l’université                                            | Durée                       | Campus                                  |
| -------------------------------------------------------------- | --------------------------- | --------------------------------------- |
| Collège impérial des chemins de fer de Shanhaiguan             | mai 1896 à sept 1900        | Shanhaiguan                             |
| Collège des chemins de fer de Tangshan                         | mai 1905 à mars 1906        | Tangshan                                |
| Collège des chemins de fer et de minéralogique de Shanhaiguan  | mars 1906 à jan 1908        | Tangshan                                |
| Collège des chemins de fer de Tangshan                         | juillet 1912 à sept 1913    | Tangshan                                |
| Institut industriel de Tangshan                                | sept 1913 à juillet 1921    | Tangshan                                |
| Université Jiaotong, Tangshan                                  | juillet 1921 à juillet 1922 | Tangshan                                |
| Université de Tangshan de ministère du transport               | juillet 1922 à fev 1928     | Tangshan                                |
| Université Jiaotong de Tangshan                                | fev 1928 à juin 1928        | Tangshan                                |
| Université Jiaotong II                                         | juin 1928 à sept 1928       | Tangshan                                |
| Collège de génie civil de Tangshan, université Jiaotong        | sept 1928 à août 1931       | Tangshan                                |
| Collège d’ingénierie de Tangshan, université Jiaotong          | août 1931 à jan 1942        | Tangshan, Xiangtan, Xiangxiang, Pingyue |
| Université nationale Jiaotong, Guizhou                         | jan 1942 à août 1946        | Pingyue                                 |
| Collège national d’ingénierie de Tangshan                      | août 1946 à juillet 1949    | Tangshan                                |
| Collège d’ingénierie de Tangshan, université Jiaotong de Chine | juillet 1949 à août 1950    | Tangshan                                |
| Collège d’ingénierie de Tangshan, université Jiaotong du nord  | août 1950 à mai 1952        | Tangshan                                |
| Collège des chemins de fer de Tangshan                         | mai 1952 à mars 1972        | Tangshan                                |
| Université Jiaotong du sud-ouest                               | mars 1972 à mars 1988       | Emeishan                                |
| Université Jiaotong du sud-ouest                               | depuis mars 1988            | Chengdu                                 |

## Départements
| - Collège Mao Yisheng - Collège Jeme Tien Yow - Département d'architecture - Département de l'art et de la communication - Département économie et gestion - Département génie civil - Département génie électrique - Département génie mécanique - Département de gestion publique - Département de langues étrangères | - Département de mathématiques - Département de science politique - Département des sciences et technologies de l'information - Département des sciences de la vie - Département de transport et logistique - Département des sciences et génie des matériaux - Département des sciences géographiques et de génie de l'environnement - Département des sciences mécanique - Département des sciences et technologies physiques |

## Recherche

### Laboratoires
- Laboratoire national clé en traction dynamique
- Laboratoire de grande vitesse ferroviaire
- Laboratoire de la technologie de sustentation électromagnétique et de train à sustentation magnétique
- Laboratoire clé de la technologie des matériaux
- Key Laboratory of Information Coding and Transmission
- Key Laboratory of Comprehensive Transportation
- Key Laboratory of Manufacturing Industry Chain Collaboration and Information Supply Technology
- Key Laboratory of Anti-Seismic Engineering Technology
- Laboratory of Bridge, Tunnel and Underground Engineering
- Laboratory of Road and Railway Engineering
- Laboratory of Traffic Information Engineering

### Centres de recherche
- Centre national ferroviaire de recherche d’électrification et d’automatique
- Research Center for Modern Service Science and Technology Engineering Technique
- Research Center for Rail Transit Electrification and Automation Engineering Technology
- Research Center for Advanced Welding and Surface Engineering
- Research Center for Intelligent Control and Simulation Engineering

## Campus
L'Université Jiaotong du Sud-ouest se compose de trois campus, situés à Chengdu et à Emeishan :
- Campus d'Emeishan
- Campus de Jiuli, Chengdu
- Campus de Xipu, Chengdu

## International

### Universités partenaires
Il y a 28 universités partenaires ：
| - École centrale de Lille - École centrale de Lyon - École centrale de Marseille - École centrale de Nantes - École centrale Paris - Université de l'Alberta - Université de l'Arkansas - Université d'Auburn - Université d'Australie-Méridionale - Université de Calgary - Université chinoise de Hong Kong - Université Cornell - Université George Mason - Université de Glamorgan | - Université de Hull - Université I-Shou - Université Métropolitaine de Prague - Université de Montréal - Cheng Shiu University - Chung Hua University - Hong Kong Polytechnic University - National Chiao Tung University - National Taipei University of Technology - Northern Arizona University - Oklahoma State University - City University of HongKong - University of Northumbria - University of Transport and Communications |